# Трамп, Дональд (младший)
До́нальд Джон «Дон» Трамп-мла́дший (англ. Donald John Trump Jr.; род. 31 декабря 1977, Манхэттен, Нью-Йорк) — американский предприниматель. Старший сын 45-го и 47-го президента США Дональда Трампа и чешской модели Иваны Трамп.

## Ранние годы
Трамп-младший родился 31 декабря 1977 года в Манхэттене, штат Нью-Йорк, в семье Иваны и Дональда Трампа. В детстве Дональд нашёл образец для подражания в своём дедушке по материнской линии Милоше Зелничеке, у которого был дом недалеко от Праги, где Трамп проводил свои летние каникулы, увлекаясь рыбалкой, охотой и изучением чешского языка.
Трамп получил образование в школе Бакли и школе Хилл, подготовительной школе-интернате колледжа в Поттстауне, а затем в Уортонской школе бизнеса Пенсильванского университета, которую он окончил в 2000 году со степенью бакалавра экономики.

## Карьера
После окончания университета в 2000 году Трамп переехал в Аспен, где он охотился, рыбачил, катался на лыжах и работал барменом в течение года, прежде чем вернуться, чтобы присоединиться к «The Trump Organization» в Нью-Йорке. Трамп курировал крупные строительные проекты, такие как Уолл-стрит, 40, Международная гостиница и башня Трампа и Trump Park Avenue. В 2010 году он стал пресс-секретарем «Cambridge Who's Who», фирмы по связям с общественностью. Он выступал в качестве приглашенного советника и судьи во многих эпизодах реалити-шоу своего отца «The Apprentice», начиная с пятого сезона, премьера которого состоялась в 2006 году, и заканчивая последним сезоном Трампа-старшего в 2015 году.
В 2024 году стал официальным сторонником Birch Gold Group, конвертирующей традиционные инвестиции в пенсионных счетах в золото.

### Trump Organization
В настоящее время Трамп работает вместе со своей сестрой Иванкой Трамп, а также братом Эриком Трампом в должности исполнительного вице-президента в компании Трампа.

### Медиа
В 2023 году подписал эксклюзивный контракт на размещение своего подкаста «Triggered» на цифровой платформе Rumble. По оценке Axios, стоимость сделки составила более 1 млн долларов.

## Политическая деятельность
Трамп-младший принимал участие в предвыборной президентской кампании своего отца, и один из её эпизодов получил скандальную известность. В июле 2017 года The New York Times со ссылкой на секретные документы американского правительства сообщила о тайной встрече Трампа-младшего с российским адвокатом Наталией Весельницкой, происшедшей в Трамп-тауэр 9 июня 2016 года, в ходе президентской кампании. Как выяснилось, Трампа-младшего привлекло предложение российской стороны предоставить финансовую информацию, компрометирующую кандидата от Демократической партии США Хиллари Клинтон. Позднее Трамп-младший подтвердил факт встречи, опубликовал личную переписку о её проведении, а саму встречу, на которой никакого компромата на Клинтон предъявлено не было, а фактически обсуждались закон Магнитского и Уильям Браудер, назвал «пустой тратой времени».
Тем не менее в июле 2017 года стало известно, что комитет Сената США по разведке планировала допросить Трампа-младшего о тайной встрече с Весельницкой. По мнению The Washington Post, этот скандал мог оказаться поворотным моментом в расследовании вероятного вмешательства России в президентские выборы в США. Издание полагало, что тайная встреча может стать «первым серьёзным доказательством сговора и основанием для уголовного преследования Трампа-младшего».
Во время предэлекторального периода промежуточных выборов 2018 года Трамп активно агитировал за кандидатов-республиканцев, в том числе за Мэтта Розендейла, Патрика Морриси, Майкла Брауна, Рона Десантиса, Ли Зельдина и Мэтта Гетца.
В октябре 2020 года сообщалось, что члены Республиканской партии Пенсильвании предложили Трампу-младшему баллотироваться на вакантное место в Сенате Пенсильвании в 2022 году после того, как действующий сенатор Пэт Туми объявил, что не будет добиваться переизбрания.
В январе 2022 года Трамп-младший выступил с поддержкой канадского «Конвоя Свободы».

## Личная жизнь
У Трампа есть единокровная сестра Тиффани от брака его отца с Марлой Мейплз, а также единокровный брат Бэррон от брака его отца с Меланией Трамп. У него также есть родная сестра Иванка и родной брат Эрик. Трамп особенно близок со своим дедом по материнской линии и поэтому свободно говорит на чешском.

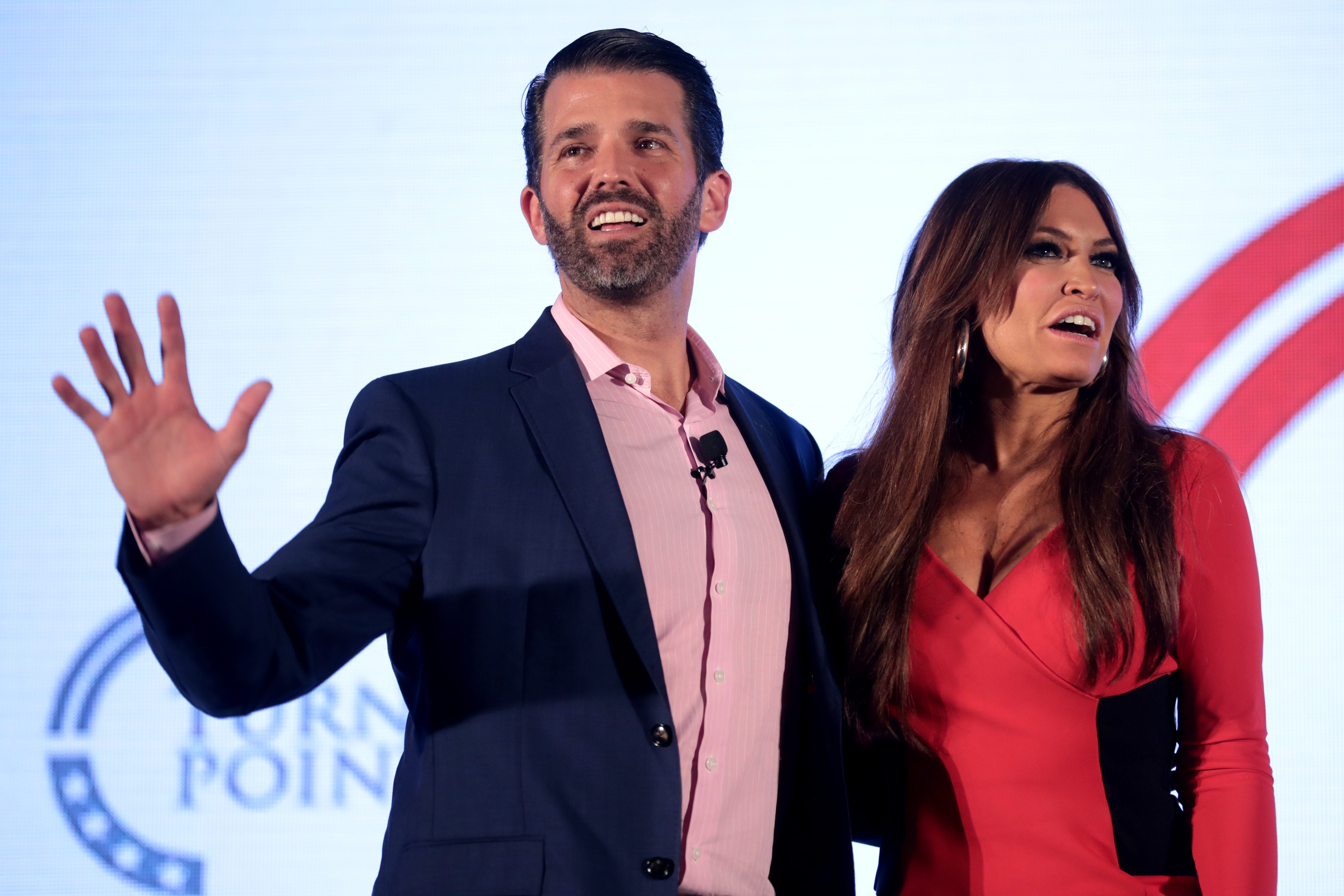
Трамп-младший с Кимберли Гилфойл (июль 2019)

Трамп женился на модели Ванессе Хейден (выпускница школы Дуайт, она также изучала психологию в Нью-Йоркском Колледже Мэримаунт Манхэттен). Свадьба прошла 12 ноября 2005 года в поместье Мар-а-Лаго в городе Палм Бич, Флорида; свадебную церемонию официально провела его родная тётя, Мэриэнн Трамп-Бэрри.
У них пятеро детей:
- дочери — Кай Мэдисон (род. 2007) и Хлоя София (род. 2014)[18];
- сыновья[19] — Дональд Джон III (род. 2009)[20], Тристан Милош (род. 2011)[21][22], Спенсер Фредерик (род. 2012)[23].

15 марта 2018 года стало известно, что супруги подали заявление на развод.
С 2018 года Трамп-младший встречается с Кимберли Гилфойл.